# 平中央公園
平中央公園（たいらちゅうおうこうえん・いわき市平中央公園）は、福島県いわき市平字三崎1にある、いわき市営の公園。

## 概要
いわき芸術文化交流館アリオスに融合隣接する公園。周辺はいわき市の官庁街となっており、文化センターや市役所、美術館などが立ち並ぶ。平市街地の貴重な緑であり、2008年にニューリアルが完了した。
1973年に開庁したいわき市役所の二代目本庁舎が現在地に建つまで、平中央公園東部分にいわき市役所の旧本庁舎が存在した。また、福島県立平商業高等学校に併設されていた福島県立平第二高等学校（1969年に統合により廃校）が公園西部分に立地し、廃校後も校舎はしばらく残っていた。

## 施設概要
公園区分
- 近隣公園

面積（ha）
- 1.5

モニュメント・施設
- 噴水銅像・バイオリンを弾く少女・流れる小川・東屋・散策歩道

トイレ
- 無（隣接のいわき芸術文化交流館アリオスの施設を利用する）

駐車場
- 無（隣接の市営駐車場を利用する）

近隣施設
- いわき芸術文化交流館アリオス
- いわき市役所
- いわき市立美術館
- いわき市文化センター
- いわき市平ハローワーク
- いわき市法務局
- いわき市税務署
- 福島県合同庁舎
- NTTいわき

## 参照・外部リンク
- 設計者株式会社　塚本惣一郎　アーシテクト・ドゥ・ペイサージュ
- いわき市平中央公園
- 日興の住宅地図'72 いわき市平・内郷・常磐地区